# Mauzoleum (Lípa)
Mauzoleum ve vesnici Lípa se nachází u bývalého hospodářského dvora a představuje monumentální kamenný pomník s centrálním obeliskem posazeným na kapli. Pomník připomíná oběti bitvy u Hradce Králové z Prusko-rakouské války z roku 1866. Mauzoleum je od 22. ledna 1964 chráněno jako nemovitá kulturní památka. V roce 2016 bylo mauzoleum renovováno.

## Popis
Mauzoleum se skládá z pět metrů vysokého obelisku umístěného na tři metry vysokém podstavci, ve kterém se nachází kaple. V rozích obelisku jsou umístěny nízké pilířky se štíty po stranách, zakončené na vrcholcích kamennými koulemi, z nichž šlehají plameny.
Ostění vchodu do kaple je zakončeno masivním štítem, v němž je vypouklý kříž, pod kterým je umístěn německý a český nápis. Okap kamenné střechy kaple přechází v širokou profilovanou římsu. Kaple je umístěna na vysokém, profilovaném soklu.
Celé mauzoleum stojí na třístupňovém podstavci, v jehož každém roku stojí válcovitý profilovaný patník zakončený kamennou koulí. Celé mauzoleum je sestaveno z pískovcových kvádrů.